# Car Town
Car Town fue un juego en línea lanzado por Cie Games para Facebook, cuyo objetivo principal era la creación de un garaje y la recolección de todo tipo de vehículos que los usuarios podrían modificar a su gusto. En 2014, Cie Games decidió cerrar el juego para centrarse en la versión para dispositivos móviles (la cual fue un fracaso).
En el juego se podían encontrar decenas de marcas de automóviles, desde un simple utilitario hasta el más exótico superdeportivo.
Ferrari otorgó su licencia para incluir sus modelos y Honda hizo uso del juego para promover su CR-Z híbrido. Además, la Indy Racing League, dio una licencia para incluir sus coches de carreras, así como un «museo virtual» de la 500 Millas de Indianápolis. NASCAR también le dio la licencia de juego a la inclusión de sus coches de carreras, así como una carrera en el Daytona International Speedway. También el juego tiene el Indianapolis Motor Speedway, que contenía autos F1 de los cuales son clase estrella y tenían un rendimiento de 1730. El juego permitía interactuar con los amigos de Facebook, por ejemplo para pedir  partes o repuestos, como un disco de embrague y demás.

## Jugabilidad
En Car Town, los usuarios obtienen un taller grande y una fuente de divisas en línea en forma de «créditos» para comprar un automóvil. Luego, los jugadores utilizan estos vehículos para realizar ciertas trabajos y ganar puntos, con los que van a ganar créditos adicionales con el fin de personalizar aún más el garaje y los coches, así como comprar más y mejores coches. Ellos son capaces de comprar coches de alto rendimiento como el Lamborghini LP670, McLaren F1, Pagani Zonda F Cinque y otros tipos de vehículos como los SUV de lujo y sintonizadores de importación; vehículos especiales incluyen el 2010 Chevrolet Camaro SS utilizado como el ritmo vehículo para el Indianapolis 2010 500 y el Chevrolet Corvette C6 utilizado como un coche al ritmo de la Brickyard 400 2010. los jugadores también pueden utilizar los créditos para actualizar partes de sus vehículos, tales como ruedas, chasis, y el cuerpo en general. Las tareas van desde el cambio de las bujías en otros coches de la entrega de pizzas. Los jugadores también pueden competir con otros jugadores en línea y ganar créditos adicionales, ir a los viajes por carretera, e interactuar con otras personas en línea.

## Marcas
En Car Town se puede encontrar una alta variedad de marcas tales como Mercedes-Benz (aunque en escasez), Toyota, Ferrari, Porsche, Honda... Pero también es notable que las marcas asiáticas son las más presentes y que otras grandes firmas como Peugeot, o Skoda no aparecen en Car Town.

## Mantenimiento
Hacia finales de 2012 y a principios de 2013, los jugadores estaban esperando actualizaciones porque su juego más querido no funcionaba de forma correcta. El 5 o 6 de febrero, el juego anunciaba que del 8 al 11 de febrero, el juego no iba a estar disponible por una actualización de un software, y mejorar el juego en sí. Pasaron esos días, pero Car Town, mediante su cuenta de Facebook anunció que la actualización necesitaba más cambios y que Car Town tardaría algo más en reaparecer, pero al final se puso en servicio, todas las personas que usaron Car Town anteriormente recibirán 120 Blue Points cuando entren por la molestia. Más tarde, a principios de 2014, Car Town dejó de funcionar debido a una demanda (posiblemente, no es algo seguro).

## Fin de Facebook, pero comienzo para móviles
Pronto, en agosto de 2014, debido a que CIE Games quería centrarse en el desarrollo de un juego para Android basado en carreras en línea en tiempo real, anunció el cierre de la mayoría de sus juegos, entre los que se incluían Car Town y Nitto 1320 Legends. Así, el 29 de agosto de 2014, Car Town cierra sus puertas, de manera que no se podría acceder más al juego, dejando a millones de personas en Facebook muy tristes. Car Town cerró sus puertas traseras por cuestiones de dinero. Pero para las personas con dispositivos móviles ha salido el juego Car Town Streets, no es lo mismo, pero dicho anteriormente, adaptado para dispositivos móviles.
El 23 de diciembre de 2015 se anunció también el cierre de la aplicación para móviles, dando fin al nombre «Car Town».